# 二氢茉莉酮
二氢茉莉酮（英語：Dihydrojasmone）是一种带有芳香味的化合物，分子式C11H18O，有茉莉果实香味，存在于柑橘、橙等植物中。